# Policlinico (metropolitana di Roma)
Policlinico è una stazione della linea B della metropolitana di Roma.

## Storia
La stazione fu inaugurata l'8 dicembre 1990 col prolungamento della linea B da Termini a Rebibbia.
Il 29 novembre 2020, poco più di un mese dopo rispetto all'adiacente Castro Pretorio, è stata chiusa per permettere la sostituzione trentennale degli impianti di traslazione e la realizzazione di lavori minori infrastrutturali per eliminare le infiltrazioni d'acqua e adeguare la stazione alle norme antincendio. La stazione è stata riaperta il 24 dicembre 2021.

## Servizi
La stazione dispone di:
- Biglietteria automatica
- Servizi igienici

## Interscambi
Policlinico costituisce un nodo di scambio con le linee tranviarie 3 e 19 e con numerose autolinee urbane.
- Fermata tram (Policlinico, linee 3 e 19)
- Fermata autobus ATAC